# Wsewolod Maksymowytsch

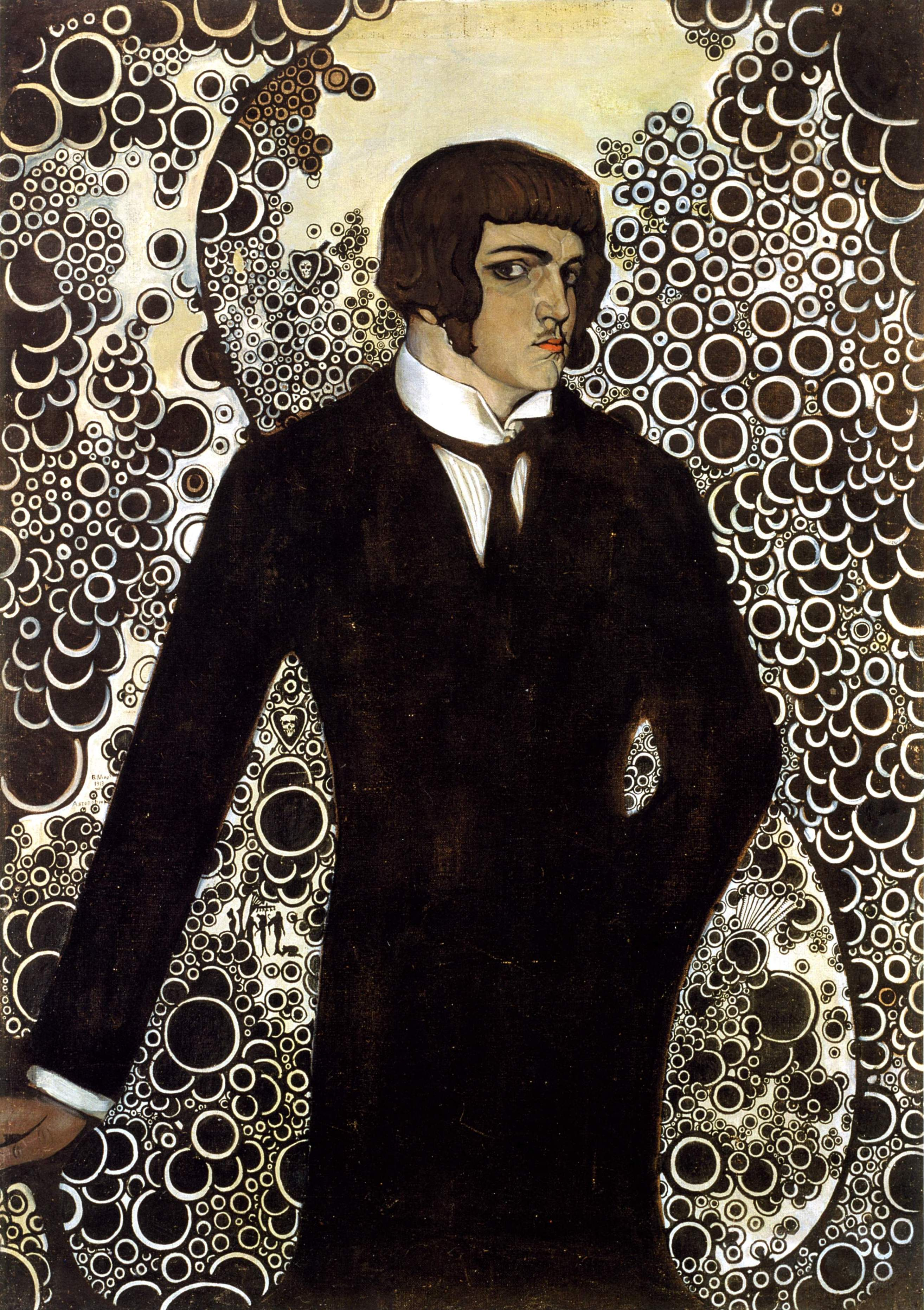
Wsewolod Maksymowytsch, Selbstporträt, 1913

Wsewolod Mykolajowytsch Maksymowytsch (ukrainisch Всеволод Миколайович Максимович; * 1894 in Poltawa; † 3. Mai 1914 in Moskau) war ein ukrainischer Künstler, Vertreter des Jugendstils und ukrainische Avantgarde.

## Leben
Wsewolod Maksymowytsch wurde in Poltawa geboren. Sein erster Kunstlehrer war Iwan Mjassojedow, der ihn für die Antike begeisterte. Zusammen mit Fedir Krytschewskyj und Salomon Smolianoff war Maksymowytsch Mitglied des philosophischen und künstlerischen Naturisten-Sportklubs „Garten der Götter“, der von Iwan Mjassojedow organisiert wurde. Auf dem Anwesen von Grigori Mjassojedow in Poltawa, machten die jungen Künstler Sport, posierten nackt als antike Götter, spielten Theater und malten viel.
Mit 17 Jahren zog Maksymowytsch nach Moskau, wo er im Atelier von Iwan Rerberg studierte.
Innerhalb von zwei Jahren schuf Maksymowytsch eine große Anzahl großformatiger Tafeln. Inspiriert von Michail Wrubel und Aubrey Beardsley, entwickelte Maksymovych seinen eigenen Stil, in dem er die Wiener Sezession durch das Prisma der Antike neu interpretiert.
1913 spielt Maksymowytsch die Hauptrolle in dem Film Drama im Kabarett Nr. 13, der als das erste filmische Experiment der Avantgarde gilt. In dem Film, bei dem Michail Larionow Regie führte, traten prominente Vertreter des Futurismus wie Wladimir Majakowski und Dawid Burljuk auf. Während der Dreharbeiten verliebte sich Maksymowytsch in die futuristische Dichterin Nadezhda Nikolaeva, die ihn jedoch nicht erwiderte.
Im März–April 1914 fand seine Einzelausstellung im Deutschen Klub in Moskau statt. Die Ausstellung brachte ihm weder Erfolg noch Einnahmen.
Der 19-Jähriger Künstler nahm sich am 3. Mai 1914 nach einer Überdosis von Drogen das Leben.

## Galerie

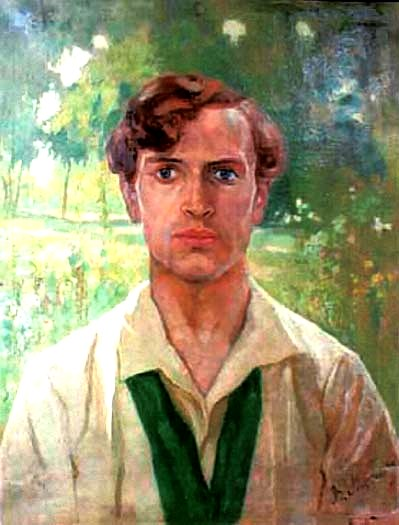
Porträt eines Mannes, 1912
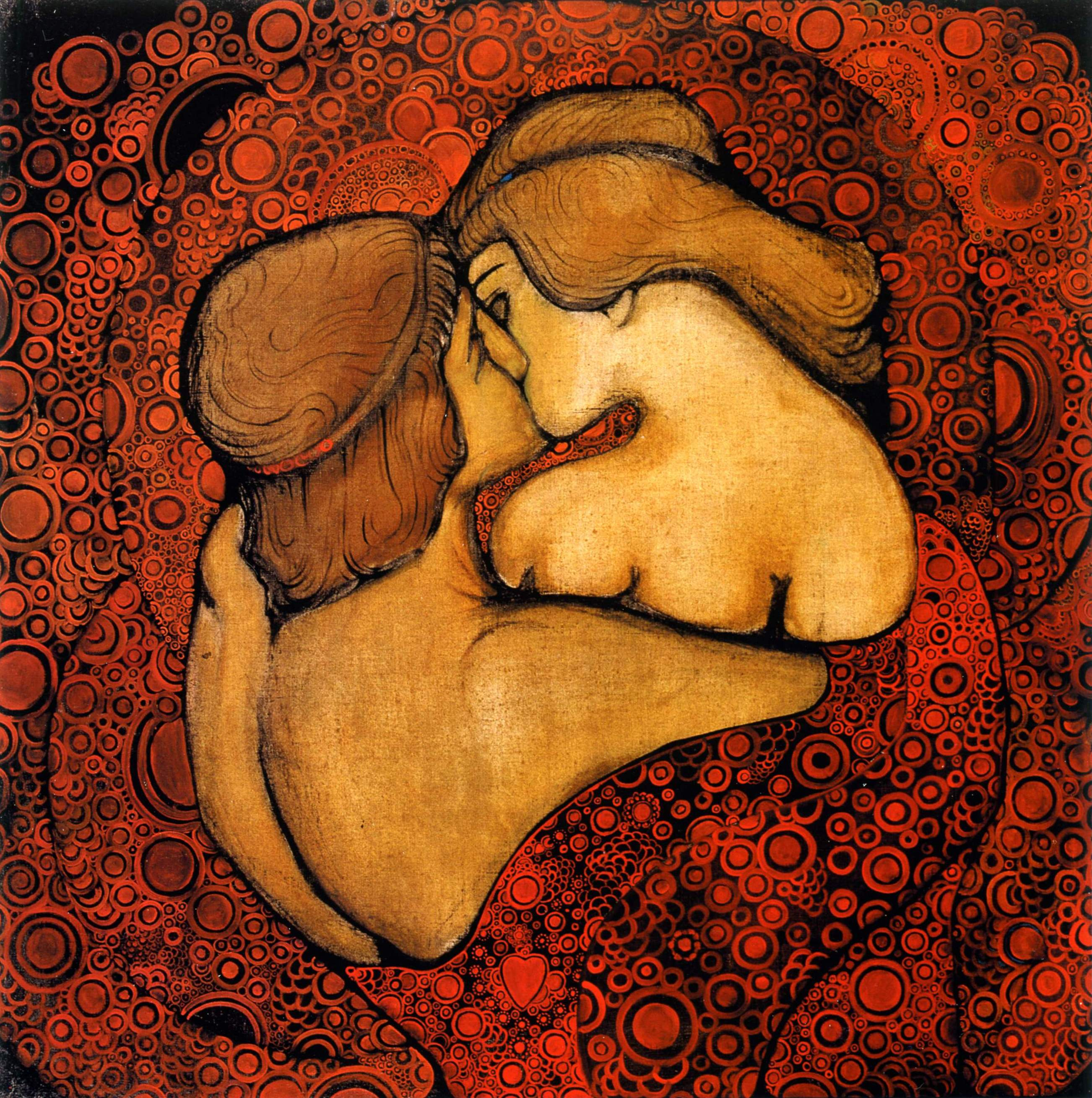
Kuss, 1913
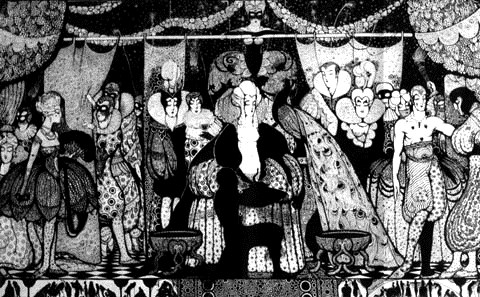
Karneval, 1913
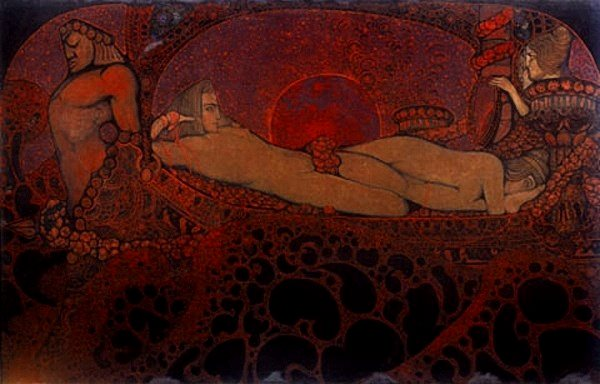
Argonauten, 1914
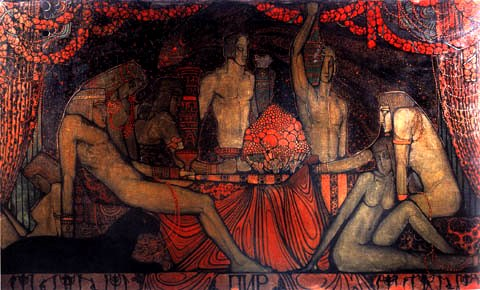
Fest, 1914
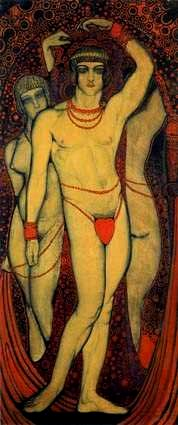
Nudismus, 1914
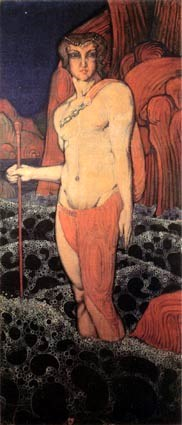
Triton, 1914